# Rage in Eden
Rage in Eden (deutsch Wut im Paradies) ist das fünfte Studioalbum von Ultravox. Das Album erschien am 11. September 1981 genau 14 Monate nach dem Vorgänger Vienna bei Chrysalis Records und wird dem Genre New Wave zugerechnet.
Ein gleichnamiges Doppelalbum wurde am 22. September 2008 als Remastered Definitive Edition veröffentlicht. Es enthält neben einer remasterten Version des Originalalbums auf der ersten CD eine zweite CD mit einigen B-Seiten der Singleveröffentlichungen, Livemitschnitten und vormals unveröffentlichten Songs.

## Entstehungsgeschichte
Nach dem kommerziellen Erfolg des Vorgängeralbums Vienna setzten sich die vier Bandmitglieder im Juni 1981 nach dem Abschluss der Europatournee weitgehend unvorbereitet im Studio von Conny Plank auf seinem Vierkanthof in Wolperath bei Köln zusammen, um für das neue Album die bei der Tournee gewonnenen Ideen in Musik und Texte umzusetzen. Dieser Ansatz war für die Band neu, denn bisher wurden die Songs vor den Aufnahmen im Studio immer bereits weitgehend ausgefeilt und teilweise auch live und vor Publikum erprobt, um die benötigten Studiozeiten und die damit verbundenen Kosten gering zu halten. Durch den kommerziellen Erfolg mit Vienna und die Tantiemen für den Charthit Fade to Grey von Visage, zu dem Midge Ure den Text und Billy Currie zusammen mit Chris Payne von Gary Numan die Musik beigesteuert hatten, spielten die Kosten für die Studiomiete keine entscheidende Rolle mehr. Für Rage in Eden waren die Studiozeiten der Band weniger wichtig, als am Sound zu feilen und einen ebenso erfolgreichen Nachfolger für Vienna zu schaffen. Hierzu verpflichteten Ultravox wieder Conny Plank als Toningenieur und Koproduzenten und sein Studio für die Aufnahmen und das Mastering. Plank hatte auch die beiden Vorgänger Systems of Romance und Vienna betreut und half der Band erneut bei der Verwirklichung des Sounds. Die Aufnahmen für Rage in Eden zogen sich über mehr als drei Monate bis kurz vor Veröffentlichung des Albums im September 1981 hin, da die Songs weitgehend erst im Studio entstanden.

## Instrumentierung
Neben den bereits bei den Aufnahmen zu Vienna verwendeten Instrumenten kamen auf dem Album zusätzlich Linn LM-1 Drumcomputer und der polyphone Yamaha CS-80, der ebenfalls polyphone Oberheim OB-X und ein zweiter monophoner Moog Minimoog zum Einsatz. Der CS-80 wurde bei Livekonzerten zunächst nicht benutzt, da er etwa 100 Kilogramm wiegt und zum Verstimmen neigt. Der etwa 5000 US-Dollar teure Linn stellte eine deutliche Erweiterung der Percussionstechnik dar, denn er ließ sich im Gegensatz zu den zuvor von Schlagzeuger Warren Cann verwendeten reinen Rhythmusgeräten von Roland (TR-77 und CR-78) mit digitalen Soundsamples programmieren. Cann konnte damit sein eigenes Schlagzeug aufnehmen, digitalisieren und entsprechende Rhythmusmuster erzeugen, wie man sie beispielsweise auf The Thin Wall hört. Das Gerät kam fortan auch in den Liveshows zum Einsatz.
Neben den eigentlichen Instrumenten wurden auch diverse Klangmanipulationstechniken verwendet, um den Sound von Rage in Eden zu erzeugen. Die Band experimentierte häufig mit Nachhalleffekten und verwendete dabei rückwärtslaufende 2-Zoll-Multitrack-Bandaufnahmen von Gitarren- oder Gesangspassagen. Der Hintergrundgesang im Titelstück Rage in Eden entstand auf diese Weise, indem die titelgebende Textzeile aus I Remember (Death in the Afternoon) rückwärts abgespielt und mit Hall versehen erneut aufgenommen wurde. Dies war auf Livekonzerten jedoch nur annähernd reproduzierbar, so dass auf folgenden Alben auch Synthesizer mit Wavetable-Synthese zum Einsatz kommen sollten. Mit dieser Technik wurden die Klänge gespeichert, um solche Studioeffekte auch live aufführen zu können.

## Titelliste
1. The Voice – 6:01
2. We Stand Alone – 5:39
3. Rage in Eden – 4:12
4. I Remember (Death in the Afternoon) – 4:57
5. The Thin Wall – 5:39
6. Stranger Within – 7:26
7. Accent on Youth – 4:47
8. The Ascent – 2:20
9. Your Name (Has Slipped My Mind Again) – 4:29

Die Remastered Definitive Edition enthält auf der zweiten CD:
1. I Never Wanted to Begin – 3:33
2. Paths and Angles – 4:23
3. I Never Wanted to Begin (Extended Version) – 6:19
4. Private Lives (Recorded Live at Crystal Palace, 13. Juni 1981) – 4:51
5. All Stood Still (Recorded Live at Crystal Palace, 13. Juni 1981) – 4:22
6. I Remember (Death in the Afternoon) (Recorded Live at Hammersmith Odeon, 17. Oktober 1981) – 5:47
7. Stranger Within (Recorded Live at Hammersmith Odeon, 17. Oktober 1981) – 8:02
8. Rage in Eden (Recorded Live at Hammersmith Odeon, 17. Oktober 1981) – 4:27
9. Accent on Youth (Recorded Live at Hammersmith Odeon, 17. Oktober 1981) – 4:46
10. The Ascent (Recorded Live at Hammersmith Odeon, 17. Oktober 1981) – 2:28
11. Your Name (Has Slipped My Mind Again) (Recorded Live at Hammersmith Odeon, 17. Oktober 1981) – 4:45
12. Stranger Within (Work in Progress Mix) – 7:12
13. The Thin Wall (Work in Progress Mix) – 5:17

## Singleauskopplungen
Aus dem Album wurden insgesamt zwei Singles ausgekoppelt: The Thin Wall am 10. August 1981 (vor der Veröffentlichung des Albums) und  The Voice am 26. Oktober 1981. Beide konnten sich in den britischen Top-40 unter den ersten 20 platzieren, was der Band fünf aufeinanderfolgende Top-40-Hits in Großbritannien einbrachte. Im deutschsprachigen Raum erreichte keine der beiden Singles eine Chartplatzierung.
| Jahr | Titel         | Höchstplatzierung, Gesamtwochen, AuszeichnungChartsChartplatzierungen (Jahr, Titel, , Platzierungen, Wochen, Auszeichnungen, Anmerkungen) | Anmerkungen                            |
| Jahr | Titel         | UK | Anmerkungen                            |
| ---- | ------------- | --- | -------------------------------------- |
| 1981 | The Thin Wall | UK14 (8 Wo.)UK | Erstveröffentlichung: 10. August 1981  |
| 1981 | The Voice     | UK16 (12 Wo.)UK | Erstveröffentlichung: 26. Oktober 1981 |

## Rezeption
Das zeitgenössische Presseecho war geteilt: Während Melody Maker „Bestätigung, Konsolidität und Stil“ erkannte, fand Creem das Werk „steril, inhuman und faschistisch“. Dave Thompson von Allmusic bewertet das Album mit 3,5 von 5 Punkten und meint, dass die Band mit Rage in Eden in große neue Höhen kletterte.

## Kommerzieller Erfolg

### Chartplatzierungen
Das Album erreichte in Großbritannien Platz vier, in Deutschland Platz 48 und in den USA Platz 144 der Albumcharts. In Schweden und Norwegen erreichte das Album jeweils die Top-20 und erhielt in Großbritannien Gold-Status für mehr als 100.000 verkaufte Tonträger.
| ChartsChartplatzierungen       | Höchstplatzierung | Wochen |
| ------------------------------ | ----------------- | ------ |
| Deutschland (GfK)              | 48 (8 Wo.)        | 8      |
| Vereinigte Staaten (Billboard) | 144 (6 Wo.)       | 6      |
| Vereinigtes Königreich (OCC)   | 4 (24 Wo.)        | 24     |

### Auszeichnungen für Musikverkäufe
| Land/Region                  | Auszeichnungen für Musikverkäufe (Land/Region, Auszeichnung, Verkäufe) | Verkäufe |
| ---------------------------- | ---------------------------------------------------------------------- | -------- |
| Australien (ARIA)            | Gold                                                                   | 20.000   |
| Neuseeland (RMNZ)            | Gold                                                                   | 10.000   |
| Vereinigtes Königreich (BPI) | Gold                                                                   | 100.000  |
| Insgesamt                    | 3× Gold ·                                                              | 130.000  |

## Deluxe Edition
Am 30. September 2022 wurde das Album als Deluxe Edition wiederveröffentlicht. Die Sonderausgabe bestand aus 5 CDs und 1 DVD mit Neuabmischungen, Liveversionen und weiteren Aufnahmen. Auf der Bandseite erschien außerdem eine erweiterte Vinyl-Ausgabe mit 4 LPs. Die Neuausgabe erreichte Platz 48 in den britischen Charts (1 Woche).

## Tournee

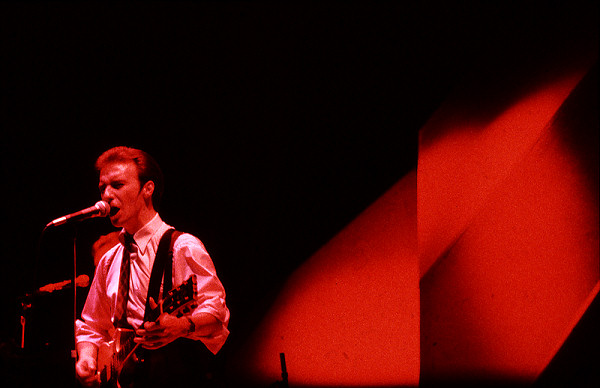
Ultravox mit Midge Ure im Osloer Chateau Neuf, 4. November 1981

Nach der Veröffentlichung ging die Band noch im September 1981 auf die als Rage in Eden World Tour bezeichnete Tournee mit zunächst 22 Auftritten in Großbritannien, gefolgt von mehreren Auftritten auf dem europäischen Festland von Mitte Oktober bis Dezember 1981. Anfang 1982 wurde die Tournee in den USA, Kanada, Neuseeland und Australien fortgesetzt. Sie endete in Japan, wo am 25. Februar 1982 das Abschlusskonzert in der Nakano Sun Plaza Hall in Tokio stattfand. Die Tournee war die erste, auf der keine Kompositionen des früheren Frontmannes John Foxx mehr gespielt wurden und gleichzeitig die letzte Tournee, bei der die Band ohne zusätzliche Livemusiker auskam.